# Simon Andersen (politiker)
 For alternative betydninger, se Simon Andersen. (Se også artikler, som begynder med Simon Andersen)
Simon Andersen (født 25. oktober 1844 på Indrupgård i Skødstrup Sogn, død 17. oktober 1931) var en dansk gårdejer og politiker. Han var medlem af Folketinget fra 1876 til 1884 og sognerådsformand i slutningen af 1890'erne
Simon Andersen var søn af gårdejer Anders Simonsen. Han var elev på Saksild Højskole i 1865-1866 og overtog sin fars gård i Skødstrup Sogn nord for Århus i 1869. Andersen var sognerådsmedlem fra 1871 til 1876 og igen fra 1894 til 1899, og heraf som sognerådsformand de sidste 2 år. Han havde også flere bestyrelsesposter i brandforsikringsselskaber og landboforeninger.
Han stillede op ved folketingsvalget 1876 i Frederikshavnkredsen mod M. Vogelius og vandt kredsens mandat med 836 stemmer mod 554 til Vogelius. Han havde først ikke planlagt at genopstille ved valget i 1876, men endte alligevel med at stille op i Hørningkredsen som han boede i. Her vandt med 1037 stemmer over gårdejer Chr. J. Sørensen som fik 156 stemmer. Han blev genvalgt ved valgene i maj og juli 1881, men genopstillede ikke i 1884. I Folketinget tilhørte han først Det forenede Venstre. Ved splittelse af Det forenede Venstre i 1878, gik han til Det folkelige Venstre, men fulgte i juni 1879 med Alberti til gruppen De Udtrådte.